# Rundabordssamtal
Rundabordssamtal, även rundabordskonferens, är en mötesform där alla deltagare ges samma status och varje deltagares röst har samma vikt.
Rundabordssamtal används i politiska och diplomatiska sammanhang för att lösa konflikter, till exempel i Polen 1989 och Kongo 1960.
Begreppet rundabordskonferens har använts i Sverige sedan 1930, då det även var en beteckning för samtal (round table conference) som pågick i London rörande det brittiska samväldet. 
Ett traditionellt sammanträdesbord är rektangulärt avlångt och mötets ordförande sitter vid ena änden, sköter ordningen vid sammanträdet och driver agendan framåt. När bordet är runt som en cirkel, finns det däremot inget högsäte på samma sätt, utan samtliga deltagare kan anses hålla samma rang oavsett om det finns någon som formellt fördelar ordet.